# Dress Red Day

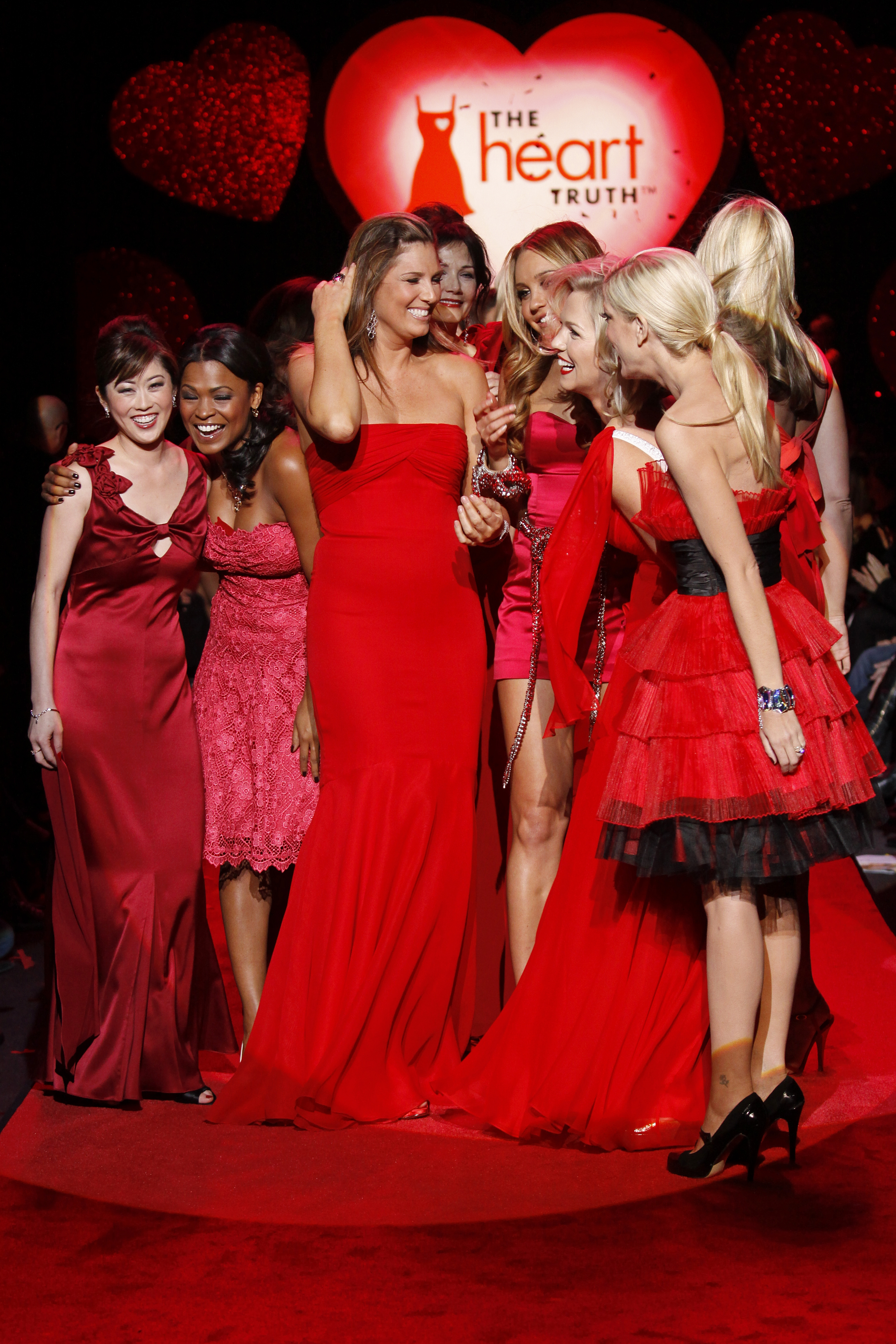
Red Dresses

Dress Red Day is een speciale dag, in Nederland, in het leven geroepen door de Nederlandse Hartstichting. Het oorspronkelijke idee van 'Dress Red' komt uit de VS van de NHLBI en dateert uit 2002.
Deze dag is bedoeld om aandacht te vragen voor het feit dat niet alleen mannen, maar juist ook vrouwen met hart- en vaatziekten te maken kunnen krijgen. Door deze extra aandacht hoopt men dat er meer onderzoek gedaan kan worden om de belangrijkste verschillen tussen mannen en vrouwen met mogelijke hartproblemen in kaart te kunnen brengen.
Een keer per jaar, op 29 september (Wereld Hart Dag), wordt men opgeroepen rode kleding te dragen en alle activiteiten een rood tintje te geven.